# Oswald Backus III
Oswald Prentiss Backus III (ur. 1921, zm. 1972) – amerykański historyk, badacz dziejów dawnej Rusi i wczesnonowożytnej Rosji. 

## Życiorys
Pochodził z Rochester. Absolwent Harvard University (prawo) i Yale University (historia), doktorat w 1949 roku, uczeń Gieorgij Vernandsky'ego. Był profesorem University of Kansas, założył tam ośrodek zajmujący się problematyka slawistyczna i sowiecką. Zajmował się dziejami Europy Wschodniej w średniowieczu i w czasach nowożytnych (Ruś, Polska, Litwa, Finlandia). Był wydawcą i komentatorem Sigismunda von Herbersteina. 

## Wybrane publikacje
- Motives of West Russian nobles in deserting Lithuania for Moscow, 1377-1514, Lawrence: Univ. of Kansas Press 1957.
- Introduction bibliographique à l'histoire du droit et à l'ethnologie juridique. Europe Orientale (médiévale et moderne), Lituanie, par Juliusz Bardach et Jerzy Ochmański en collab. avec Oswald P. Backus, Bruxelles: Les Éditions de l'Institut de Sociologie 1969.